# Ловченаць
Ловченаць (серб. Ловћенац) — село в Сербії, належить до общини Малий Іджош Північно-Бацького округу в багатоетнічному, автономному краю Воєводина.

## Населення

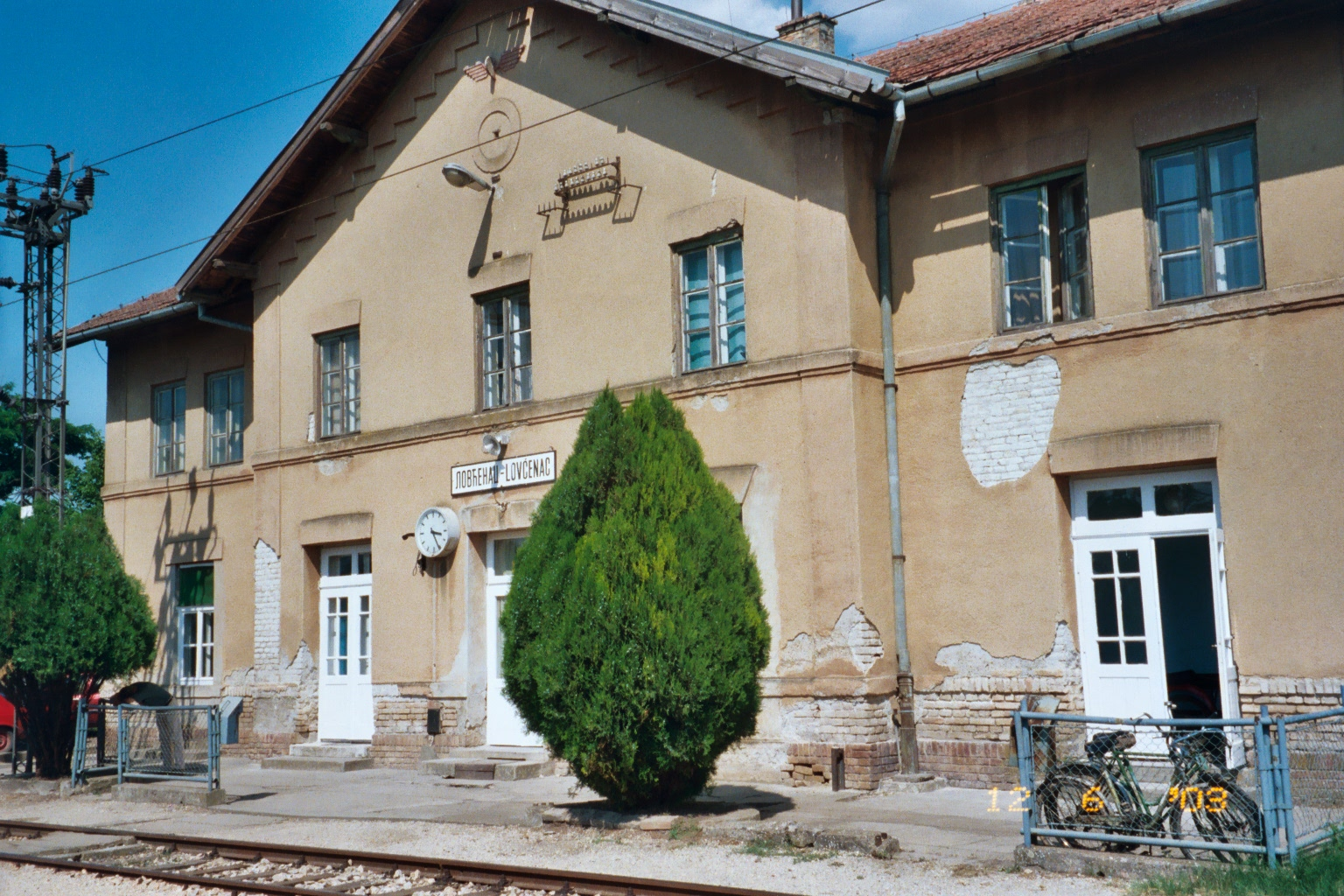
Залізнична станція

Населення села становить 3763 осіб (2002, перепис), з них:
- чорногорці — 2100 — 56,86%;
- серби — 1242 — 33,63%;
- мадяри — 107 — 2,89%;
- хорвати — 27 — 0,73%;
- русини-українці — 18 — 0,48%;

Решту жителів  — з десяток різних етносів, зокрема: македонці, румуни, німці і десь до півсотні русинів-українців.